# Medalla Conmemorativa del 50.º Aniversario de la Línea Principal Baikal-Amur
La Medalla Conmemorativa del 50.º Aniversario de la Línea Principal Baikal-Amur (en ruso: Медаль «50 лет Байкало-Амурской магистрали») es una medalla conmemorativa estatal de la Federación de Rusia establecida por Decreto del Presidente de la Federación Rusa n.º 588 del 29 de agosto de 2022, para conmemorar el cincuenta aniversario de la construcción de la línea de ferrocarril Baikal-Amur.

## Estatuto de la medalla
Según el estatuto de concesión, la Medalla Conmemorativa del 50.º Aniversario de la Línea Principal Baikal-Amur se otorga a:
- Los participantes activos en la construcción, reconstrucción, desarrollo y mantenimiento de la línea de ferrocarril principal Baikal-Amur y su infraestructura, incluido el personal militar de las Fuerzas Armadas de la Federación de Rusia.

La medalla se lleva en el lado izquierdo del pecho y, en presencia de otras órdenes o medallas de la Federación de Rusia, se coloca justo después de la Medalla Conmemorativa del 800.º Aniversario de Nizhni Nóvgorod.

## Descripción de la medalla
La Medalla Conmemorativa del Medalla Conmemorativa del 50.º Aniversario de la Línea Principal Baikal-Amur es una medalla circular de una aleación de cobre y níquel (cuproníquel) de 32 milímetros de diámetro con un borde convexo por ambos lados.
En el anverso de la medalla, sobre el fondo de una imagen estilizada de montañas y taiga, hay una imagen de una locomotora con un tren que se mueve a lo largo de un viaducto semicircular. En la parte superior, siguiendo la circunferencia de la medalla, hay una inscripción en letras en relieve: «50 AÑOS DE LA LÍNEA PRINCIPAL DE BAIKAL-AMUR» (en ruso, «50 ЛЕТ БАЙКАЛО-АМУРСКОЙ МАГИСТРАЛИ»).  En el reverso, por lo demás muy sencillo, se puede observar una inscripción en relieve con los números «1974» y «2024».
La medalla está conectada con un ojal y un anillo a un bloque pentagonal cubierto con una cinta muaré de seda de color verde oscuro con franjas blancas a lo largo de los bordes de la cinta y una franja blanca longitudinal en el medio de la cinta. El ancho total de la cinta es de 24 mm y el ancho de cada una de las franjas blancas es de 2 mm.